# Théorème d'Hermite-Minkowski
En mathématiques, et plus particulièrement en théorie algébrique des nombres, le théorème d'Hermite-Minkowski stipule que pour tout entier N, il n'y a qu'un nombre fini de corps de nombres, c'est-à-dire d'extensions finies K du corps Q des nombres rationnels, tels que le discriminant de K est au plus N. Le théorème porte le nom de Charles Hermite et Hermann Minkowski.
Ce théorème est une conséquence de la majoration du discriminant
{\displaystyle {\sqrt {|d_{K}|}}\geq {\frac {n^{n}}{n!}}\left({\frac {\pi }{4}}\right)^{n/2}}
où n est le degré d'extension de corps, ainsi que la formule de Stirling pour n!. Cette inégalité montre également que le discriminant de tout corps de nombre contenant strictement Q n'est pas ±1, ce qui implique à son tour que Q n'a pas d'extensions non ramifiées.